# 500 Viviendas

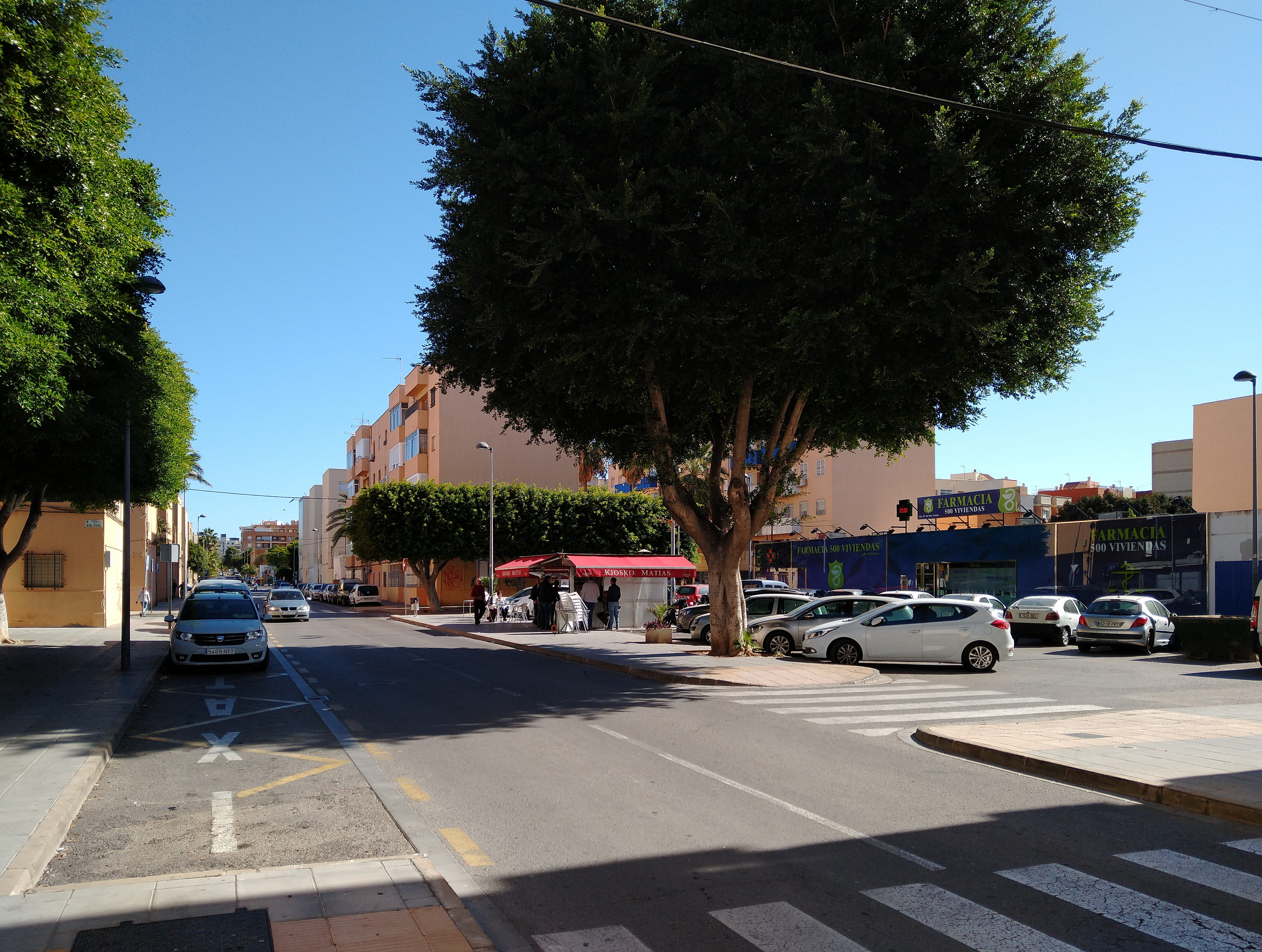
El kiosko Matías, en la calle Darrical.

500 Viviendas es un barrio de la ciudad española de Almería (Andalucía) situado al sureste de la ciudad en torno a la parte sur de la avenida del Mediterráneo y lindando con los barrios de Cortijo Grande al este, Tagarete al norte, Zapillo al sur y Ciudad Jardín al oeste.

## Historia
En 1967, el Instituto Nacional de la Vivienda mandó construir una barriada de 500 viviendas sociales para familias con recursos limitados. Francisco Franco, en su visita oficial a Almería en 1968, hizo entrega de esta barriada, bajo el nombre de “Barriada Caudillo Franco”. En el acto de inauguración, Franco hizo entrega de las escrituras a sus futuros propietarios.[cita requerida]

## Lugares de Interés
- Iglesia de San Pablo en la Plaza Padre Serafín
- Rincón del Baldomero
- Kiosco Matías
- El Paraíso de las Chuches

## Transportes y comunicaciones
El barrio está comunicado mediante el transporte urbano con el centro y otros puntos de la ciudad. Por él discurren las líneas 3, 7, 11 y 12.
|                                                                                      | Surbus Ir a la base de datos        | Surbus Ir a la base de datos | Surbus Ir a la base de datos | Surbus Ir a la base de datos | Surbus Ir a la base de datos |
| Línea                                                                                | Trayecto                            | Horario 1 Laborables         | Horario 2 Sábados            | Horario 3 Festivos           | Frecuencia 1/2/3             |
| ------------------------------------------------------------------------------------ | ----------------------------------- | ---------------------------- | ---------------------------- | ---------------------------- | ---------------------------- |
|                                                                                      | Torrecárdenas-Nueva Almería         | 6:55 a 22:52                 | 6:55 a 22:52                 | 6:55 a 22:52                 | 60´/60´/ 60´                 |
|                                                                                      | Piedras Redondas-Árbol de la Seda   | 6:25 a 22:10                 | 6:35 a 22:30                 | 6:35 a 22:45                 | 25´/25´/ 35´                 |
|                                                                                      | Zapillo-Universidad-Nueva Almería   | 7:05 a 22:40                 | 7:15 a 22:20                 | 7:50 a 21:35                 | 20´/30´/ 30´                 |
|                                                                                      | Nueva Andalucía-Universidad-Zapillo | 6:25 a 22:10                 | 6:35 a 22:30                 | 6:35 a 22:45                 | 20´/30´/ 30´                 |
| - La frecuencia y el horario se refire a: Laborables / Sábados / Domingos y festivos |                                     |                              |                              |                              |                              |